# کریستین کوئره
کریستین کوئره (انگلیسی: Christian Quéré؛ ۳۰ ژانویهٔ ۱۹۵۵ – ۲۰۰۶ (۵۰−۵۱ سال)) بازیکن فوتبال بود.